# Cegielnia Lewicka
Cegielnia Lewicka (prononciation : [t͡sɛˈɡʲɛlɲa lɛˈvit͡ska]) est un village polonais de la gmina de Dzierzgowo dans le powiat de Mława de la voïvodie de Mazovie dans le centre-est de la Pologne.
Il se situe à environ 4 km à l'ouest de Mława (siège du powiat) et à 112 km au nord-ouest de Varsovie (capitale de la Pologne).
Le village compte approximativement une population de 70 habitants en 2006.

## Histoire
De 1975 à 1998, le village appartenait administrativement à la voïvodie de Ciechanów.